# Рузаевский завод химического машиностроения
Руза́евский заво́д хими́ческого машинострое́ния (АО «Рузхиммаш») — предприятие, выпускающее железнодорожные вагоны; оборудование для нефтехимической и газовой промышленности; контейнеры-цистерны для сжиженного газа и водорода. Расположено в городе Рузаевка (Мордовия).
В настоящее время завод выпускает все виды грузового подвижного состава - от железнодорожных цистерн, полувагонов, платформ до крытых вагонов и думпкаров.

## История
Решение о создании завода «Химмаш» (Республика Мордовия) было принято в 1959 году в рамках всесоюзной программы «Большая химия». Свою работу завод начал 21 февраля 1961 года.
После распада СССР, 8 декабря 1992 года, согласно Указу Президента России об организационных мерах по преобразованию государственных предприятий от 1 июля 1992 года, завод был реорганизован в акционерное общество открытого типа АООТ «Рузхиммаш». С 27 августа 1996 года переименован в ОАО «Рузхиммаш».
В 2003 году на базе ОАО «Рузхиммаш» была организована «Вагоностроительная компания Мордовии». В конце 2007 года предприятия группы входят в ОАО «Русская Корпорация Транспортного Машиностроения», подразделение холдинга «Русские машины» Олега Дерипаски. В настоящее время  АО «Рузхиммаш» входит в холдинг «РМ Рейл» — структуру холдинга «Русские машины».
В 2006 году завод выпускает почти 5 тыс. вагонов, а в 2007 — около 6 тыс. вагонов. Оборот предприятия в 2007 году составил 8,6 млрд рублей. В 2010 году объемы производства уже достигают 10 тыс. вагонов в год. В 2011 году завод выпустил 50-тысячный вагон. В 2014 году завод произвел 3519 грузовых вагонов.
В 2019 году начала работу производственная площадка в Саранске, остановленная в 2014 году на реконструкцию. (54°13′36″ с. ш. 45°11′34″ в. д.)
29 января 2023 года, на фоне вторжения России на Украину, предприятие внесено в санкционный список Украины.

## Генеральные директора
За всю историю существования завода ОАО Рузхиммаш участвовали следующие известные люди:
- Леонид Сергеевич Ларин (первый директор) (1959 год)
- Фёдор Михайлович Бурко
- Николай Фёдорович Шадчнев
- Юлий Филлимонович Сурдоленко
- Николай Васильевич Бурмистров, генеральный директор (1992—2010 годы).
- Валерий Ларин (2012—)[10]